# Ludvig Brandstrup (skulptör)
Ludvig Brandstrup, född 16 augusti 1861, död 13 maj 1935, var en dansk skulptör.
Ludvig Brandstrup var elev till Herman Wilhelm Bissen och utbildade sig främst till porträttskulptör. Han har utfört en mängd byster, bland annat kolossalbysten av Julius Lange vid Kunstmuseet, Köpenhamn. och av Gustav Vigeland i Nationalmuseum, Stockholm. Han utförde även två ryttarstatyer av Kristian IX i Esbjerg och Slagelse, samt ett antal arbeten på Glyptoteket i Köpenhamn.

## Utmärkelser
- Neuhausenska priset,  1889[1]
- Eckersbergmedaljen,  1892[1]
- Eckersbergmedaljen,  1896[1]
- Thorvaldsenmedaljen,  1899[1]
- Dannebrogsmännens hederstecken,  1919[6]
- Kommendör av Dannebrogorden,  1930[6]

[Redigera Wikidata]